# Rio Doce (vattendrag i Brasilien, Rio Grande do Norte)
Rio Doce är ett vattendrag i Brasilien.   Det ligger i delstaten Rio Grande do Norte, i den östra delen av landet, 1 800 km nordost om huvudstaden Brasília.